# Л
Л, л (en cursiva Л, л) és una lletra de l'alfabet ciríl·lic, tretzena als alfabets rus, belarús, dotzena al búlgar, i setzena a l'ucraïnès. El seu so en rus és semblant al de la L catalana.

## Taula de codis
| Codificació de caràcters | Tipus     | Decimal | Hexadecimal | Octal  | Binari              |
| ------------------------ | --------- | ------- | ----------- | ------ | ------------------- |
| Unicode                  | Majúscula | 1051    | 041B        | 002033 | 0000 0100 0001 1011 |
| Unicode                  | Minúscula | 1083    | 043B        | 002073 | 0000 0100 0011 1011 |
| ISO 8859-5               | Majúscula | 187     | BB          | 273    | 1011 1011           |
| ISO 8859-5               | Minúscula | 219     | DB          | 333    | 1101 1011           |
| KOI 8                    | Majúscula | 236     | EC          | 354    | 1110 1100           |
| KOI 8                    | Minúscula | 204     | CC          | 314    | 1100 1100           |
| Windows 1251             | Majúscula | 203     | CB          | 313    | 1100 1011           |
| Windows 1251             | Minúscula | 235     | EB          | 353    | 1110 1011           |